# Анкудиново (деревня, Москва)
Анкуди́ново — деревня в Новомосковском административном округе Москвы. Входит в состав района Внуково.
До 1 июля 2012 года была в составе Наро-Фоминского района Московской области. Название деревни, предположительно, произошло от имени Анкудин — производной формой имени Акиндин.

## География
Деревня Анкудиново находится примерно в 36 км от центра Москвы и в 13 км к западу от центра города Московский. Ближайшие населённые пункты — деревни Большое Свинорье, Власово и посёлок Красные Горки. В полутора километрах южнее деревни проходит Киевское шоссе.
В деревне одна улица — Сосновая, приписано три садоводческих товарищества. Связана автобусным сообщением с аэропортом Внуково, станцией метро Тёплый Стан и Троицком.

## История
В середине XIX века деревня относилась к 1-му стану Звенигородского уезда Московской губернии и принадлежала надворному советнику Казанскому Н. В., в деревне было 6 дворов, крестьян 53 души мужского пола и 54 души женского.
В «Списке населённых мест» 1862 года — владельческая деревня 1-го стана Звенигородского уезда по левую сторону Ново-Калужского тракта из Москвы на село Нара Верейского уезда, в 26 верстах от уездного города и 16 верстах от становой квартиры, при речке Свинорке, с 8 дворами и 62 жителями (32 мужчины, 30 женщин).
По данным на 1890 год — село Перхушковской волости Звенигородского уезда с 83 жителями.
В 1913 году — 16 дворов.
По материалам Всесоюзной переписи населения 1926 года — деревня Свинорьевского сельсовета Перхушковской волости Звенигородского уезда в 6,4 км от Петровского шоссе и 7,5 км от станции Апрелевка Киево-Воронежской железной дороги, проживало 118 жителей (53 мужчины, 65 женщин), насчитывалось 23 хозяйства, из которых 21 крестьянское.
1929—1930 гг. — населённый пункт в составе Звенигородского района Московского округа Московской области.
1930—1963, 1965—2012 гг. — в составе Наро-Фоминского района Московской области.
1963—1965 гг. — в составе Звенигородского укрупнённого сельского района Московской области.

## Население
| 1852 | 1859 | 1890 | 1926 | 2002 | 2006 | 2010 |
| ---- | ---- | ---- | ---- | ---- | ---- | ---- |
| 107  | ↘62  | ↗83  | ↗118 | ↘14  | ↘11  | ↘6   |

Согласно Всероссийской переписи, в 2002 году в деревне проживало 14 человек (8 мужчин и 6 женщин). По данным на 2005 год, в деревне проживало 11 человек.

## Достопримечательности
В деревне есть памятник погибшим в Великой Отечественной войне.